# Slap Kloma

## Opis
Kloma je prvi v nizu slapov hudourniškega potoka Kloma, ki izvira na nadmorski višini 1500 m v istoimenski soteski  v severozahodni steni Velikega Vršovca v Trenti. 

## Podatki
- Skupna višina: 186 metrov
- Navišja posamezna stopnja: 128 metrov
- Stopenj: 5
- Tip slapa: slapišče
- Vodotok: potok Kloma
- Povprečna širina: /
- Vodni pretok : ni podatka
- Največji zabeleženi pretok: ni podatka
- Najmočnejši pretok: april-junij
- Ime slapa: Slap Kloma
- Lega (GPS WGS 84): 46°22'44" severno, 13°45'52" vzhodno
- Nadmorska višina: dno ~ 755 m[2]